# Lucio Filomeno
Lucio Alejo Filomeno (Buenos Aires, 8 maggio 1980) è un ex calciatore argentino, di ruolo attaccante.